# Frank Ullrich
Frank Ullrich (Trusetal, República Democràtica Alemanya 1958) és una biatleta alemany, ja retirat, que destacà a les dècades del 1970 i 1980. Posteriorment ha estat entrenador i més recentment, polític. Des del 2021 és membre del Bundestag pel SPD.

## Biografia
Va néixer el 24 de gener de 1958 a la ciutat de Trusetal, població situada a l'estat de Turíngia. que en aquells moments formava part de la República Democràtica Alemanya i que avui en dia forma part d'Alemanya.

## Carrera esportiva
Va destacar professionalment l'any 1967 en convertir-se campió nacional de biatló del seu país en la seva categoria (9 anys). Campió mundial juvenil l'any 1975 en els relleus 4x7,5 quilòmetres, participà en els Jocs Olímpics d'Hivern de 1976 realitzats a Innsbruck (Àustria), on aconseguí guanyar la medalla de bronze en la prova de relleus. En els Jocs Olímpics d'Hivern de 1980 realitzats a Lake Placid (Estats Units) aconseguí guanyar 3 medalles: dues medalles de plata en les proves de 20 km i relleus 4x7,5 quilòmetres, així com la medalla d'or en la prova de 10 km. esprint, convertint-se en el primer campió olímpic d'aquesta prova. Participà novament en els Jocs Olímpics d'Hivern de 1984 realitzats a Sarajevo (Iugoslàvia) aconseguint finalitzar en quarta posició en la prova de relleus, cinquè en la prova de 20 km i dissetè en la prova de 10 km. esprint.
Al llarg de la seva carrera aconseguí guanyar 14 medalles en el Campionat del Món de Biatló, destacant quatre títols mundials de relleus (1978, 1979, 1981 i 1982), tres en 10 km. esprint (1978, 1979 i 1981) i dos en 20 km. (1982 i 1983); i quatre vegades la classificació general de la Copa del Món de Biatló (1978, 1980, 1981 i 1982).